# Giuseppe Lazzaro
Giuseppe Lazzaro (Napoli, 6 aprile 1825 – Roma, 20 marzo 1910) è stato un giornalista e politico italiano.

## Biografia
Figlio di un agiato mercante compie gli studi inferiori e superiori in un collegio dei gesuiti e si dedica in modo particolare agli studi letterari. Fin dall'adolescenza si cimenta nel giornalismo e per le sue opinioni politiche mazziniane ed anti-borboniche sconta una pena di alcuni mesi. Rilasciato in libertà dopo un breve periodo di assenza da Napoli si mantiene con l'insegnamento nelle scuole elementari, esercitato senza i requisiti di legge e che gli costa una seconda condanna, sempre nell'ordine dei mesi. Dopo la spedizione di Sapri e la morte di Carlo Pisacane prende parte attiva alla cospirazione filo-italiana mantenendo rapporti epistolari con gli esuli del Regno delle Due Sicilie e pubblicando sporadicamente un periodico clandestino intitolato "Corriere di Napoli". Viene arrestato e condannato una terza volta nel 1859, nel pieno di una rinnovata attività giornalistica legata alla parziale liberalizzazione della stampa, per aver partecipato ad una manifestazione di festa per la vittoria piemontese di Montebello.
Dopo il plebiscito del 1860 il movimento dei democratici mazziniani si divide tra i sostenitori tout court dell'ideale repubblicano e di Casa Savoia, riuniti rispettivamente nei circoli popolare unitario e popolare nazionale. Lazzaro, sostenitore dell'ideale di un nuovo Stato contro la semplicistica unificazione degli ordinamenti preunitari, aderisce al secondo, che intende portare avanti le proprie battaglie, compreso il sostegno della repubblica, nell'ambito strettamente costituzionale, al contempo osteggiando un fenomeno che in vari articoli definisce "piemontesizzazione del meridione".
Nelle prime elezioni del 1861 viene così eletto per la prima volta deputato di quella che in parlamento si autodefinisce già agli esordi "sinistra costituzionale", ma i risultati elettorali divisi tra le due fazioni, e più ancora i forti contrasti della campagna elettorale, rendono i risultati del movimento repubblicano globalmente deludenti. Dopo il "Memorandum sulle condizioni delle province meridionali", presentato alla Camera dai deputati della sinistra, si giunge ad una unità di intenti che mette in secondo piano la questione della forma istituzionale dello Stato per affrontare il malcontento del meridione, ben riassunto dal documento parlamentare. Il nuovo direttivo unitario, di cui fa parte anche Lazzaro, viene tuttavia messo in crisi dall'arresto di Giuseppe Garibaldi sull'Aspromonte, fermato dai Bersaglieri durante il tentativo velleitario di prendere Roma replicando l'azione dei Mille. Il patto di compromesso su cui si fonda l'azione unitaria viene meno per il ritiro dell'ala movimentista, che considera l'annessione di Roma prioritaria, e la frattura si fa sempre più insanabile dopo il successivo appuntamento elettorale del 1865, che vede il partito costituzionale ormai legittimato uscire vincitore e l'ideale rivoluzionario e popolare dei mazziniani duri e puri perdere terreno.
La frattura ha invero cominciato a delinearsi già nel 1862, quando dalle colonne de Il Popolo d'Italia i legalitari hanno preso ufficialmente le distanze dalle posizioni mazziniane più estreme dando vita al quotidiano Il Roma, di orientamento moderato nei toni ma non nelle posizioni politiche, come del resto testimonia il nome della testata. Attraverso le sue colonne Lazzaro pubblica una serie di articoli dedicati agli interessi materiali delle province napoletane battendo sul delicato tasto della miseria delle popolazioni. I cittadini meridionali hanno sostenuto la cacciata dei Borbone a causa della stagnazione economica e della mancanza di validi interventi sociali - sostiene Lazzaro - e non si può pretendere che stiano a pensare alla forma istituzionale dello Stato se il nuovo governo non affronta i problemi che speravano di lasciarsi alle spalle. Dai banchi del Parlamento rilancia le sue proposte per radicali riforme in materia di pressione fiscale, centralismo e riforme amministrative, ma si batte senza riserve anche a favore dei diritti costituzionali di opinione e parola, messi spesso in discussione con la repressione dei primi moti rivoluzionari socialisti. "Le istituzioni, scrive su Il Roma del 16 aprile 1864, si salvano rispettando le opinioni di tutti, e volendo che le forme prescritte dalla legge per guarentigia di tutti siano sempre rispettate".
Identico atteggiamento mantiene alla Camera, dove siede ininterrottamente dal 1861 al 1908 nelle file dei liberali costituzionali aderenti al gruppo della Sinistra storica. Avversario del trasformismo di Agostino Depretis si mantiene fedele ai suoi ideali anche dopo la salita al potere della sinistra (1876), quando anche i suoi governi si avvalgono dello strumento della repressione. Terminata la quindicesima legislatura viene nominato senatore a vita nella categoria "deputati dopo tre legislature o sei anni di esercizio".

## Opere
- Luigia, ovvero I portenti d'un'epidemia. Storia contemporanea, Napoli 1854
- Saggio storico cronologico de' fatti pubblici delle Due Sicilie da' tempi antichi fino agli odierni. ibidem 1854
- Storia della questione e della guerra d'Oriente dalle origini fino alla pace del 30 marzo 1856: con una questione dei Luoghi santi fino dai tempi delle crociate. ibidem 1856
- Memorie sulla rivoluzione dell'Italia meridionale: dal 1848 al 7 settembre 1860, Tip. dei Classici Italiani, 1867.
- Storia della Compagnia delle Indie. ibidem 1858
- La posizione interna. ibidem 1860
- La posizione europea e l'Italia. ibidem 1861
- Il deputato delle provincie napoletane. ibidem 1861;
- Pietro Colletta. Torino 1861
- Il cesarismo e l'Italia. Napoli 1862
- Liborio Romano. Torino 1863
- Fisiologia del Parlamento italiano. Napoli 1871
- La maggioranza del disciolto Consiglio provinciale di Napoli al paese: memorandum Storia contemporanea, Napoli 1889